# Pill
Pill ist eine Gemeinde mit 1269 Einwohnern (Stand 1. Jänner 2024) im Bezirk Schwaz in Tirol (Österreich). Die Gemeinde liegt im Gerichtsbezirk Schwaz.

## Geografie
Pill hat eine Fläche von rund zwanzig Quadratkilometer und liegt im Unterinntal nahe Schwaz. Die Besiedlung ist gebildet durch den Ortskern im Tal, am Fuß des Schuttkegels des Pillbachs, und Streusiedlungen am Abhang des Kellerjochs (Niederberg, Hochpillberg). Am Maschentalbach greift das Gemeindegebiet hinüber in das Zillertal.

### Gemeindegliederung
Pill besteht aus den Ortsteilen
- Dorf
- Niederberg
- Pillberg
- Hochpillberg

### Nachbargemeinden
| Terfens  | Vomp                                        | Schwaz    |
| Weer     | Kompassrose, die auf Nachbargemeinden zeigt |           |
| Weerberg |                                             | Fügenberg |

## Geschichte
Der Ortsname Pill wurde erstmals 1288 im landesfürstlichen Gesamturbar Graf Meinhards II. als „super Pulle iuxta ripam“ erwähnt.
Da die Urkundenformen auf ein ursprüngliches -u-, das erst später durch ein -i- der Folgesilbe umgelautet wurde, hinweisen, kann der Ortsname, Karl Finsterwalder folgend, als Gebiet am Wasser gedeutet werden. Die gleiche Wortgrundform findet sich auch in Apulien. Bei Pill handelt es sich also um einen apa-Namen mit nicht verschobenem Labial.
Die Etymologie ist auch geographisch schlüssig, da der Ortskern sowohl nahe am Inn liegt als auch vom Pillerbach durchflossen wird.
Die einst versumpfte Talsohle wurde erst im 18. und 19. Jahrhundert zu Ackerland gemacht.

### Bevölkerungsentwicklung

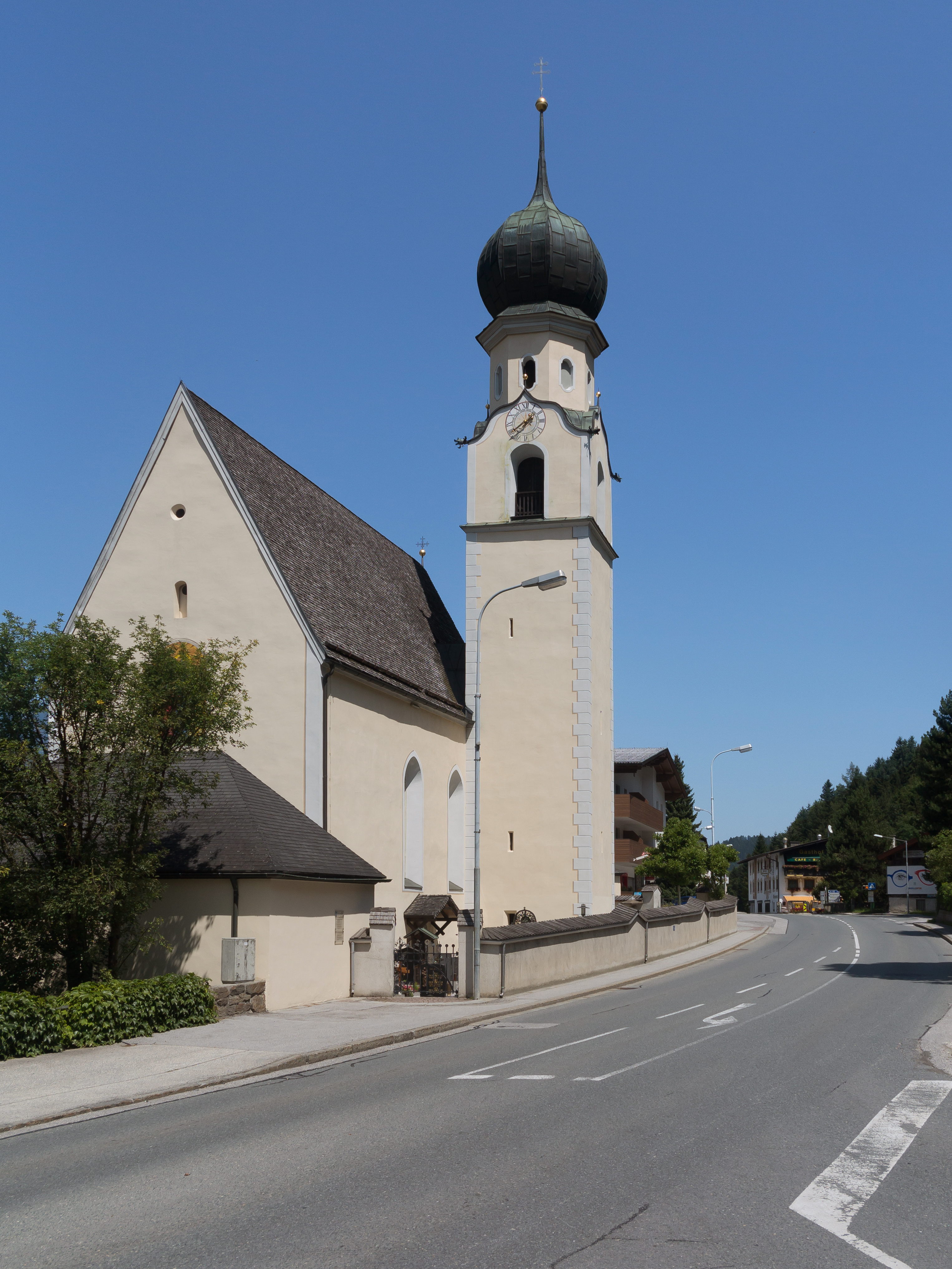
Pfarrkirche Sankt Anna

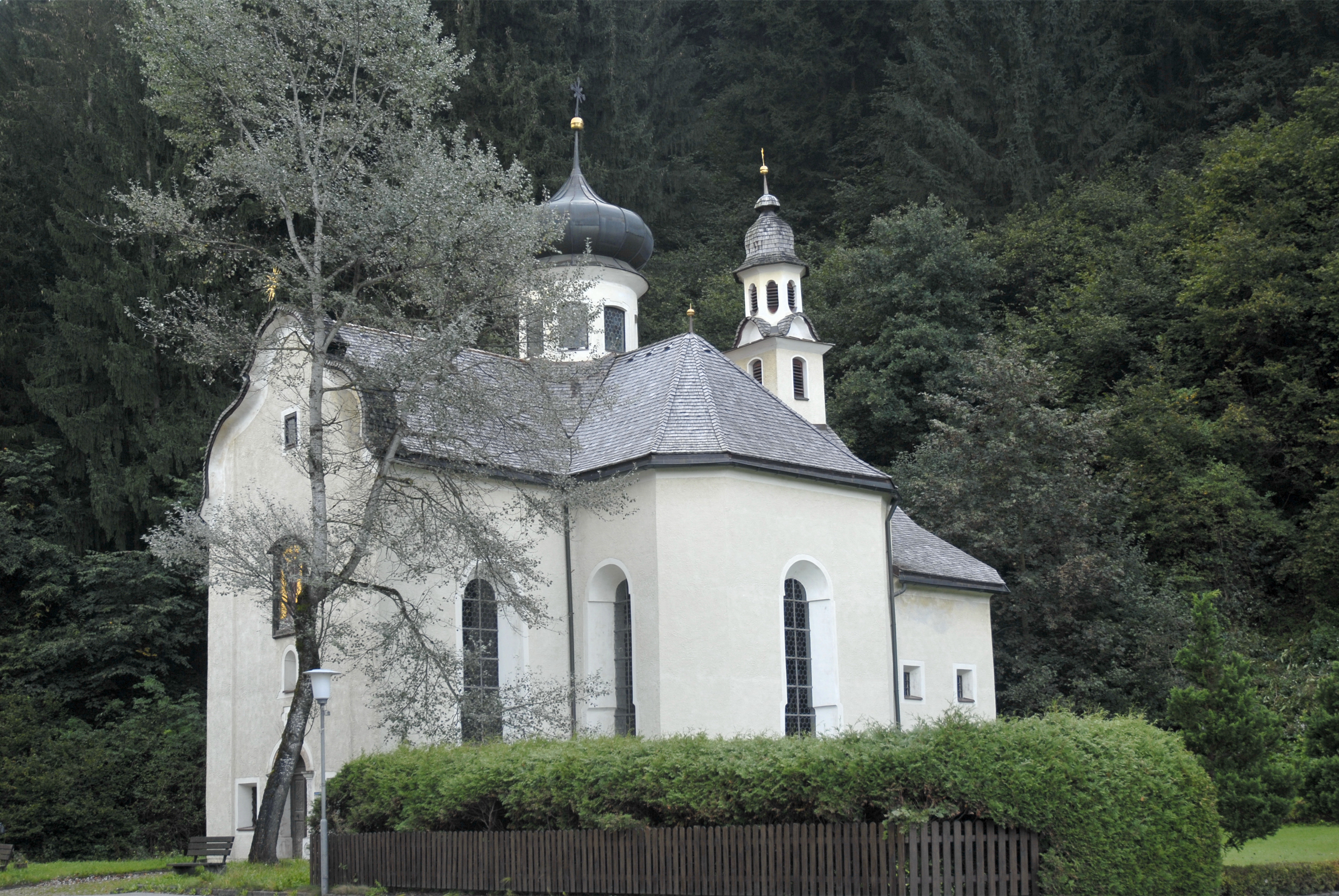
Wallfahrtskirche Kreuzkirchl

| Pill: Einwohnerzahlen von 1869 bis 2024             | Pill: Einwohnerzahlen von 1869 bis 2024 | Pill: Einwohnerzahlen von 1869 bis 2024 | Pill: Einwohnerzahlen von 1869 bis 2024 | Pill: Einwohnerzahlen von 1869 bis 2024 |
| --------------------------------------------------- | --------------------------------------- | --------------------------------------- | --------------------------------------- | --------------------------------------- |
| Jahr                                                |                                         |                                         |                                         | Einwohner                               |
| 1869                                                | 1869                                    |                                         | 495                                     | 495                                     |
| 1880                                                | 1880                                    |                                         | 551                                     | 551                                     |
| 1890                                                | 1890                                    |                                         | 545                                     | 545                                     |
| 1900                                                | 1900                                    |                                         | 519                                     | 519                                     |
| 1910                                                | 1910                                    |                                         | 549                                     | 549                                     |
| 1923                                                | 1923                                    |                                         | 559                                     | 559                                     |
| 1934                                                | 1934                                    |                                         | 599                                     | 599                                     |
| 1939                                                | 1939                                    |                                         | 562                                     | 562                                     |
| 1951                                                | 1951                                    |                                         | 658                                     | 658                                     |
| 1961                                                | 1961                                    |                                         | 703                                     | 703                                     |
| 1971                                                | 1971                                    |                                         | 709                                     | 709                                     |
| 1981                                                | 1981                                    |                                         | 743                                     | 743                                     |
| 1991                                                | 1991                                    |                                         | 881                                     | 881                                     |
| 2001                                                | 2001                                    |                                         | 1.044                                   | 1.044                                   |
| 2011                                                | 2011                                    |                                         | 1.102                                   | 1.102                                   |
| 2021                                                | 2021                                    |                                         | 1.218                                   | 1.218                                   |
| 2024                                                | 2024                                    |                                         | 1.269                                   | 1.269                                   |
| Quelle(n): Statistik Austria, Gebietsstand 1.1.2021 |                                         |                                         |                                         |                                         |

## Kultur und Sehenswürdigkeiten

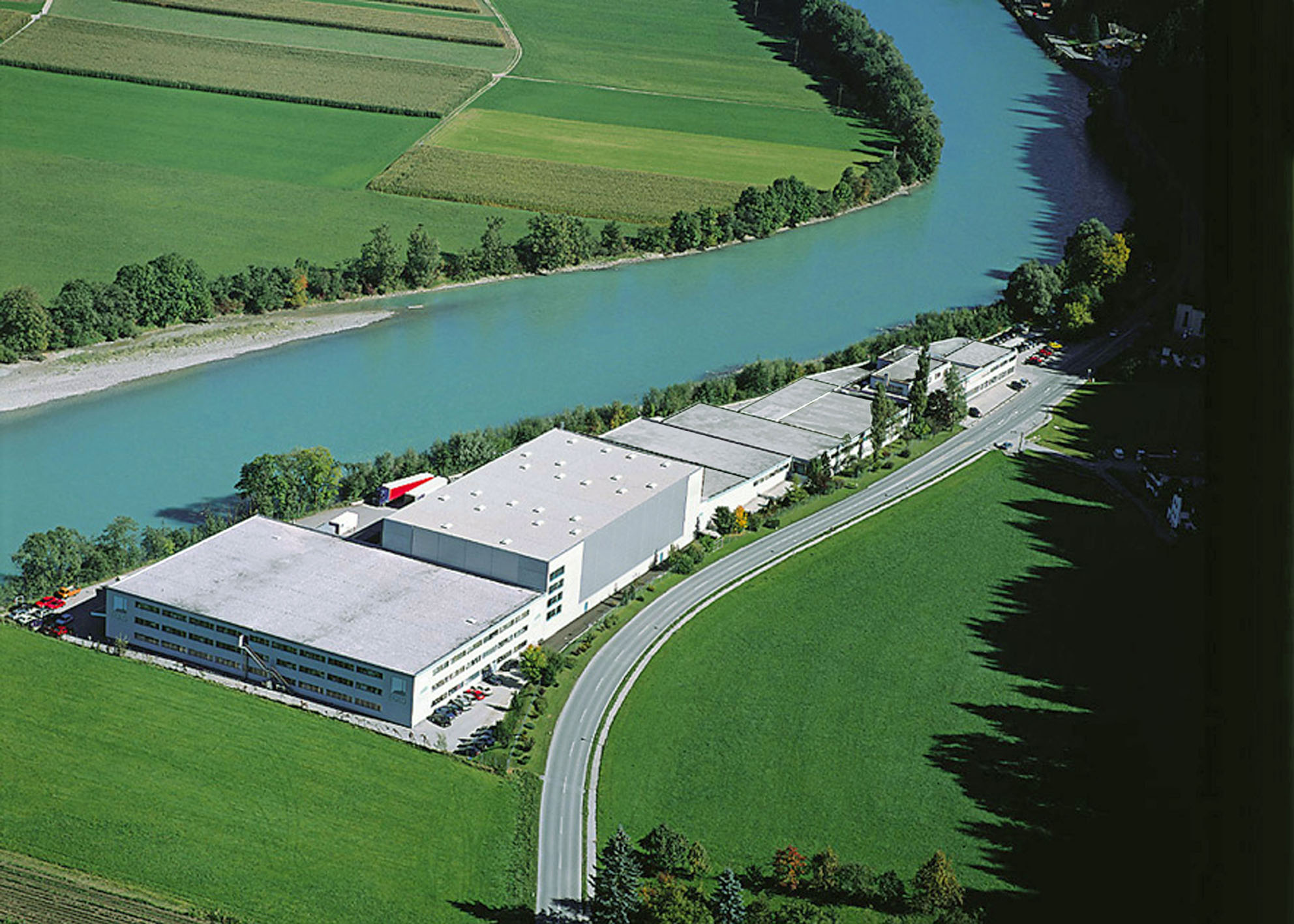
Eglo-Leuchten.

- Pfarrkirche hl. Anna
- Kreuzkirchl
- Kapelle Pillberg

## Wirtschaft und Infrastruktur

### Wirtschaftssegmente
Von den rund 400 Arbeitsplätzen in der Gemeinde entfallen jeweils zehn Prozent auf die Landwirtschaft und den Produktionssektor, achtzig Prozent auf den Dienstleistungssektor. Darin ist der Handel mit 300 Erwerbstätigen der mit Abstand größte Arbeitgeber (Stand 2011). Pill ist Unternehmenssitz von Eglo Leuchten.

### Berufspendler
Im Jahr 2011 lebten rund 600 Erwerbstätige in Pill. Davon arbeitete ein Fünftel in der Gemeinde, vier Fünftel pendelten aus, blieben aber größtenteils im Bezirk Schwaz. Etwa 350 Menschen aus der Umgebung pendelten zur Arbeit nach Pill.

### Verkehr
- Eisenbahn: Mit der Haltestelle Pill-Vomperbach an der Westbahn ist Pill gut mit den anderen Gemeinden im unteren Inntal verbunden, halbstündlich fahren Schnellbahnen nach Innsbruck.[7]
- Straße: Über die Inntalautobahn mit der Ausfahrt Vomp erreicht man Innsbruck nach 25 Kilometern.[8]

## Politik

### Gemeinderat
In den Gemeinderat werden 13 Vertreter gewählt. Im Jahr 2016 gab es eine Wahlbeteiligung von 67 Prozent:
| Partei                                              | 2010 | 2010    | 2016 | 2016    | 2022 | 2022    |
| Partei                                              | %    | Mandate | %    | Mandate | %    | Mandate |
| --------------------------------------------------- | ---- | ------- | ---- | ------- | ---- | ------- |
| Fortschrittliche Bürgerliste Pill                   | 50,4 | 7       |      |         |      |         |
| Zukunft für Pill                                    | 49,4 | 6       |      |         |      |         |
| Zukunft für Pill – Bürgermeisterliste Hannes Fender |      |         | 100  | 13      | 100  | 13      |

### Bürgermeister
Bürgermeister von Pill ist Hannes Fender.

### Wappen
Das Wappen wurde der Gemeinde 1978 verliehen. Die Flammen erinnern an das spätmittelalterliche Schmelzwerk, die Wellen an den Pillbach.
Blasonierung: In blau aus der Schräglinksteilung drei goldene Flammen, unten zwei goldene schrägrechte Wellenbalken.
Die Gemeindefarben sind gelb-blau.